# Rocinela oculata
Rocinela oculata là một loài chân đều trong họ Aegidae. Loài này được Harger miêu tả khoa học năm 1883.